# Compañía Nacional de Teatro (México)
La Compañía Nacional de Teatro es una compañía de teatro en México dependiente del Instituto Nacional de Bellas Artes y Literatura (INBAL) y la Secretaría de Cultura. Fue fundada por decreto presidencial del 20 de julio de 1977 por iniciativa de Héctor Azar y José Solé Nájera.
En 2008, la CNT tuvo una reestructuración que creó un comité de aproximadamente cuarenta miembros y consolidó la figura del director artístico, creada en 2003. La compañía promueve la tradición teatral, así como la participación de escritores en la creación de nuevas obras y la puesta en escena de obras clásicas como de obras nuevas. La compañía ha trabajado a lo largo de todo el año en varias localidades del país. 

## Historia
| Director       | Periodo     |
| -------------- | ----------- |
| José Caballero | 2003        |
| Luis de Tavira | 2008 - 2016 |
| Enrique Singer | 2016 - 2022 |
| Aurora Cano    | 2022 -      |

La Compañía Nacional de Teatro fue fundada por Héctor Azar en 1977, con el propósito de promover las artes teatrales en México. Pese a formar un notable número de dramaturgos y producir un gran número de obras, el 90% de la población nunca ha visto una puesta en escena suya. La sede de la Compañía de Teatro se encuentra en Francisco Sosa, Barrio de Santa Catarina, en la alcaldía Coyoacán en la Ciudad de México. En 2003, se nombra por primera vez un director artístico de la Compañía Nacional: José Caballero.
La Compañía fue reestructurada en 2008 por el director artístico Luis de Tavira  donde sus principales objetivos, fue la inclusión de «artistas-en-residencia» para contar así con un comité permanente, que se dedicara a la compañía de tiempo completo. Estas residencias tienen una duración de dos años a ser renovados y costeados por el Fondo Nacional para la Cultura y las Artes (Fonca).  El proceso para la creación de un primer comité se llevó a cabo mediante una convocatoria abierta. La inclusión de dicho comité se consideró esencial para la mejora de la Compañía de Teatro, la cual hace uso para su entrenamiento, así como dar tiempo suficiente a los residentes para desarrollar proyectos multidisciplinarios nuevos. La oferta fue inicialmente para cuarenta posiciones totalmente pagadas dirigidas a cierto grupo de edades y profesiones, que incluían las siguientes especialidades: escenografía, iluminación, caracterización y maquillaje.

## Estructura actual de la Compañía
Hoy en día esta es una asociación formada por artistas, trabajadores, promotores y seguidores de las artes teatrales. cuya misión consta de tres partes: la preservación de la herencia teatral en general, del teatro mexicano en particular y la promoción de nuevas obras. El elenco principal de actores está formado por cuarenta personas entre las que figuran cinco clases distintas de «actores eméritos» dedicados a la enseñanza. Algunos de los actores que han trabajado con la compañía desde 2008 son Luis Rábago, Julieta Egurrola, Luisa Huertas, Mercedes Pascual, Diego Jauregui, Roberto Soto y Arturo Beristáin. 
La compañía también cuenta con trece escritores, seis dramaturgos, diez músicos compositores, doce directores de escena, ocho técnicos, nueve diseñadores de iluminación, diez diseñadores de vestuario, un director musical, un director de orquesta y tres sopranos que trabajan junto a treinta actores. La compañía se reorganiza cada dos años, rotando al menos a un 30% de su personal incluyendo al personal de gerencia. Cuenta con un presupuesto de aproximadamente 18 millones de pesos al año provenientes tanto del presupuesto gubernamental como de instituciones privadas.   Tiene acuerdos con instituciones internacionales como por ejemplo el Ministerio de Cultura de España con el cual realiza algunas coproducciones.

## Puestas en escena
La reestructuración dio como resultado no sólo nuevos actores, sino también un nuevo repertorio con una mezcla de obras clásicas mexicanas e internacionales y obras contemporáneas. Desde el 2008 la compañía ha puesto en escena 17 obras mayores, incluyendo Pascua del dramaturgo sueco August Strindberg. Tan solo en el 2010 fueron representadas 12 de estas obras. Entre sus puestas en escena también podemos encontrar: Ni el sol ni la muerte pueden mirarse de frente (2009),  Edipo en Colofón (2009), Ser es  ser  visto (2009), Egmont (2009), Horas de gracia (2010), Zoot Suit (2010), El Malentendido (2010), Natán el sabio (2010) y Endgame (2010). Ni el sol ni la muerte pueden mirarse de frente, del dramaturgo franco-libanés Wajdi Mouawad, que fue dirigida por el director invitado colombiano-suizo Rolf Abderhalden. Ser es ser visto es una obra que involucra a todos los miembros de la compañía y es producto de una serie de talleres internos que iniciaron en 2008. Egmont es un trabajo de Johann Wolfgang von Goethe con adaptación de Juan Villoro. El malentendido fue agregada en 2010 en el quincuagésimo aniversario luctuoso de su autor. Otras piezas teatrales creadas o interpretadas por la Compañía Nacional de Teatro incluyen aquellas de los escritores mexicanos Mario Espinasa y Flavio González Mello. En 2010 fueron presentados nuevos trabajos como El trueno dorado, El jardín de los cerezos, Entre guerras y dos obras de la Revolución mexicana debido a las celebraciones del Bicentenario de la Independencia de México y el Centenario de la Revolución Mexicana, estas obras son: El día más violento y Soles sin sombra.
La compañía se presenta a lo largo de todo el año y viaja a la mayoría de las localidades de la República Mexicana. En 2011 se presentaron en estados como Chihuahua, Zacatecas y Guanajuato principalmente con Desazón y Zoot Suit. En el Festival Internacional Cervantino la compañía presentó una obra titulada Noches islámicas de Héctor Mendoza.
En 2012 la Compañía Nacional de Teatro contribuyó con algunas producciones en el Festival Mundial de Shakespeare y en el Globe to Globe Festival, ambos parte de la Olimpiada Cultural de Londres de 2012.